# Lepanthes stegastes
Lepanthes stegastes är en orkidéart som beskrevs av Carlyle August Luer och Alexander Charles Hirtz. Lepanthes stegastes ingår i släktet Lepanthes och familjen orkidéer. Inga underarter finns listade i Catalogue of Life.